# Норман, Морис
Морис Норман (англ. Maurice Norman; 8 мая 1934, Mulbarton, Норфолк — 27 ноября 2022) — английский футболист. Известен выступлениями за «Тоттенхэм Хотспур» и сборную Англии.

## Клубная карьера
Во взрослом футболе дебютировал в 1952 году выступлениями за клуб «Норвич Сити», в котором провёл три сезона, приняв участие в 35 матчах чемпионата. В 2002 году был включен в Зал славы «Норвич Сити».
В ноябре 1956 года за 28 тысяч фунтов стерлингов (в обмен в «Норвич» перешёл ирландец Джонни Гевин) перешёл в клуб «Тоттенхэм Хотспур», за который сыграл 10 сезонов. Дебют за новый клуб состоялся в матче против «Кардифф Сити». Большую часть времени, проведённого в «Тоттенхэме», был основным игроком защиты команды. С «Хотспуром» Норман стал чемпионом Англии в сезоне 1960/61, обладателем Кубка Англии в сезоне 1961/62 и обладателем Кубка обладателей кубков в сезоне 1962/63. Завершил профессиональную карьеру футболиста выступлениями за «шпор» в 1966 году. Причиной стал двойной перелом большеберцовой и малоберцовой костей в ноябре 1965 года.

### Международная карьера
За сборную Англии дебютировал 20 мая 1962 года в товарищеском матче против сборной Перу. Участник чемпионата мира 1958 года в Швеции и чемпионата мира 1962 года в Чили. Всего за сборную Норман провёл 23 матча.